# الکساندر دیتیاتین
الکساندر نیکلایویچ دیتیاتین (به روسی: Александр Николаевич Дитятин) ورزشکار مرد رشتهٔ ژیمناستیک اهل کشور اتحاد جماهیر شوروی است. وی در بین سال‌های ‎۱۹۷۶ تا ۱۹۸۰ میلادی در مسابقات بازی‌های المپیک تابستانی در مجموع ۱۰ مدال، شامل ۳ مدال طلا و ۶ نقره و ۱ برنز را کسب کرد.